# Mont Noir Military Cemetery
Mont Noir Military Cemetery is een Britse militaire begraafplaats met gesneuvelden van de Eerste Wereldoorlog gelegen in de Franse gemeente Sint-Janskappel in het Noorderdepartement. De begraafplaats werd ontworpen door Wilfred Von Berg en ligt in het noorden van de gemeente op de zuidelijke flanken van de Zwarteberg en ongeveer een halve kilometer van de Belgische grens. Het terrein heeft een nagenoeg vierkantig grondplan met een oppervlakte van 1.315 m² en wordt begrensd door een natuurstenen muur. Aan de noordkant staat het Cross of Sacrifice. De begraafplaats wordt onderhouden door de Commonwealth War Graves Commission. 
Er rusten 151 Britse doden, waaronder 17 niet geïdentificeerde. 

## Geschiedenis
De Zwarteberg was sinds oktober 1914 in geallieerde handen en dat bleef zo de volgende jaren. Bij het Duitse lenteoffensief van 1918 kon men de heuvel behouden. In de periode van april tot september 1918 werd de begraafplaats aangelegd en op het eind van de oorlog lagen hier 91 Britten en 33 Fransen. De begraafplaats werd na de oorlog nog uitgebreid met Franse en Britse graven uit de slagvelden ten zuiden van de Zwarteberg en met graven uit de ontruimde Wolfhoek British Cemetery in Sint-Janskappel. 
Van de 149 Britse graven uit de Eerste Wereldoorlog zijn er 15 niet geïdentificeerd. Daarnaast liggen er ook 84 Fransen uit de Eerste Wereldoorlog begraven. In de Tweede Wereldoorlog werden hier nog twee onbekende Britten bijgezet.

## Onderscheiden militairen
- Ronald Sinclair Kennedy, kapitein bij het Royal Army Medical Corps werd onderscheiden met het Military Cross (MC).
- Joseph Mitchell, compagnie sergeant-majoor bij de Northumberland Fusiliers werd onderscheiden met de Distinguished Conduct Medal (DCM).
- sergeant C.E. Smith, de korporaals T.J. Hedge en F. Orgill en de soldaten J.A. Ellis, H. Quarton en H. Roebuck ontvingen de Military Medal (MM).